# Бельбекский каньон (памятник природы)
«Бельбе́кский каньо́н» (укр. «Бельбекський каньйон», крымскотат. «Belbek deresi», «Бельбек дереси») — комплексный памятник природы общегосударственного значения, расположенный в Крымских горах на территории Бахчисарайского района (Крым). Площадь — 100 га. Землепользователь — КХЗ «Ильича».

## История
Статус памятника природы был присвоен 14 октября 1975 года Постановлением Совета Министров УССР от 14.10.75 г. № 780-р, путём реорганизации памятника природы местного значения, основанного в 1969 году.

## Описание
Расположен в Крымских горах и охватывает одноименный каньон в месте сужения долины реки Бельбек между Куйбышево и Танковым.
Длина каньона — 5 км, высота бортов 65-70 м, ширина в наиболее узком месте — 300 м. Каньон образовался благодаря процессу водной эрозии, происходившей в проложенной глубокой трещиной расколе в меловых известняках и мергелях куэсты Внутренней гряды Крымских гор. Геологический разрез Бельбекского каньона имеет важное научное значение для изучения стратиграфии верхнего мела и нижнего палеогена Крыма. Размытые рекой, обнажены верхнемеловые и палеогеновые породы. Вниз по течению реки хорошо прослеживаются отложения туронского (белые известняки и мергели) и датского (серые известняки и песчаники с характерной фауной) верхнемеловых ярусов, далее выходят известняки монтского, мергели и песчаники танетского палеоценовых ярусов, а также глины нижнего эоцена. Весь разрез характеризуется большим количеством ископаемой фауны.
Ближайший населённый пункт — сёла Малое и Большое Садовое, город — Бахчисарай.

## Природа
На склонах каньона растут скальный и пушистый дубы, грабинники, кизил, шиповник, держи-дерево. На одном из юго-западных склонов (левый берег Бельбека) находится реликтовая тисовая роща из 2000 деревьев, которая решением Крымского облисполкома в 1980 году объявлена заповедным объектом местного значения.